# Andali
Andali (tiếng Hy Lạp: Andaloi) là một đô thị ở tỉnh Catanzaro trong vùng Calabria của Italia. Năm 2007, Andali có khoảng 864 dân.

Các đô thị giáp ranh: Belcastro, Botricello, Cerva, Cropani.